# Chris Ingram
Chris Ingram (Manchester, 7 juli 1994) is een Brits rallyrijder. In 2019 won hij het Europees kampioenschap rally met een Škoda Fabia R5.
Momenteel is Ingram vooral actief in het Brits kampioenschap en treedt hij nu en dan aan in het WRC of ERC. In de races maakt hij gebruik van de Volkswagen Polo GTI R5 en heeft hij als vaste co-piloot Alexander Kihurani.